# 艾买提·瓦吉地

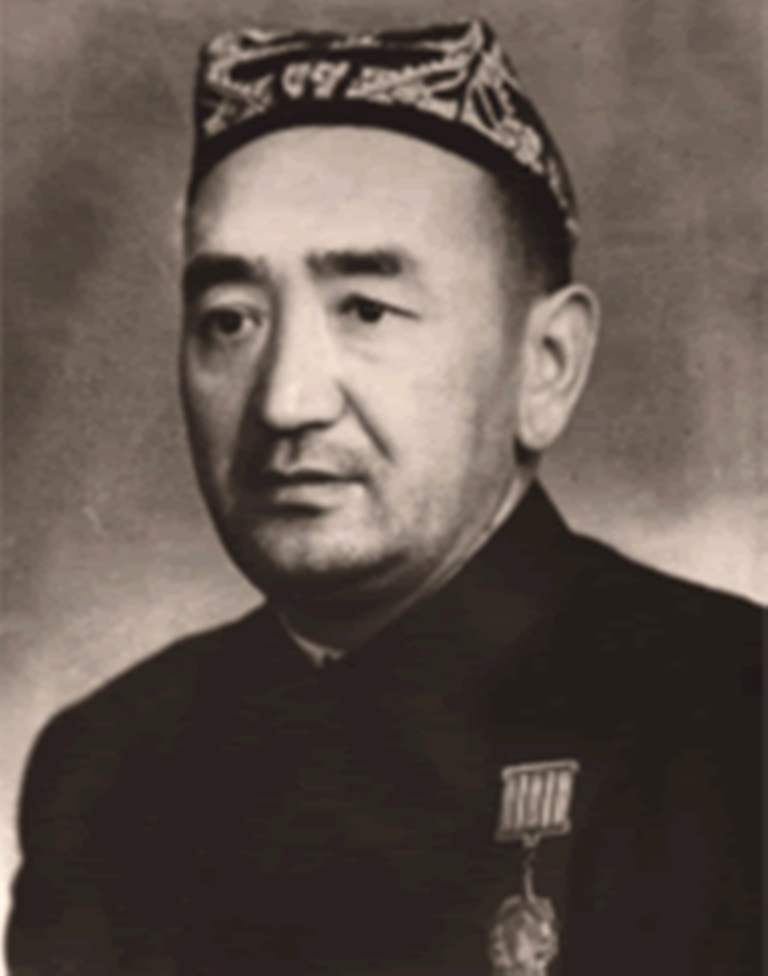
1950年代的艾买提·瓦吉地

艾买提·瓦吉地（1906年—1999年7月11日），男，维吾尔族，新疆吐鲁番人，中国政治人物，曾任中国伊斯兰教协会副主任、副会长。

## 生平
艾买提·瓦吉地是新疆吐鲁番阿斯塔那乡人。1931年毕业于莫合买提亚学校。1935年加入新疆民众反帝联合会并任吐鲁番分区负责人。次年，加入联共与共产国际远东情报局。他曾在哈密、迪化、兰州等地经商，并以商行为掩护建立情报站，曾三次入狱。1947年创立中华通北商业运输股份公司，并出任董事长、兰州总公司经理。1949年中国人民解放军进入新疆后，他曾任第一野战军新疆工作团副团长。他于1950年加入中国共产党，此后历任新疆自治区人民政府驻兰州、西安办事处主任，新疆自治区交际处副处长，甘肃省民族事务委员会副主任等职。1979年出任新疆自治区民族事务委员会副主任、自治区工商联副主任。1981年后又任中国伊斯兰教协会副会长、顾问。此外，他还是第六、七届全国政协常委，第八届全国政协委员。1999年7月11日在乌鲁木齐归真，终年93岁。